# Regione della Terra Nera centrale
Regione della Terra Nera centrale,  regione centrale di Chernozem o Chernozemie (in russo Центрально-черноземная область, Центральная черноземная область, Центрально-черноземная полоса?) è un segmento della cintura eurasiatica della Terra Nera che si trova nella Russia centrale e comprende gli Oblast' di Voronezh, Lipetsk, Belgorod, Tambov, Oryol e Kursk. Tra il 1928 e il 1934, queste regioni furono brevemente unite all'Oblast della Terra Nera centrale, con centro a Voronezh. 
La regione della Terra Nera è famosa per il suo terreno di alta qualità, chiamato Chernozem (terra nera). Sebbene la sua importanza sia stata principalmente agricola, la regione di Chernozem fu sviluppata dai sovietici come regione industriale basata sui minerali di ferro dell'Anomalia magnetica di Kursk. 
L'area contiene una riserva naturale della biosfera chiamata Riserva naturale della Terra Nera centrale (42 km²). Fu creata nel 1935 all'interno degli Oblast' di Kursk e Belgorod. Primo esemplare di steppa forestale in Europa, la riserva naturale è costituita da tipiche steppe terrestri (tselina) e boschi di latifoglie. 

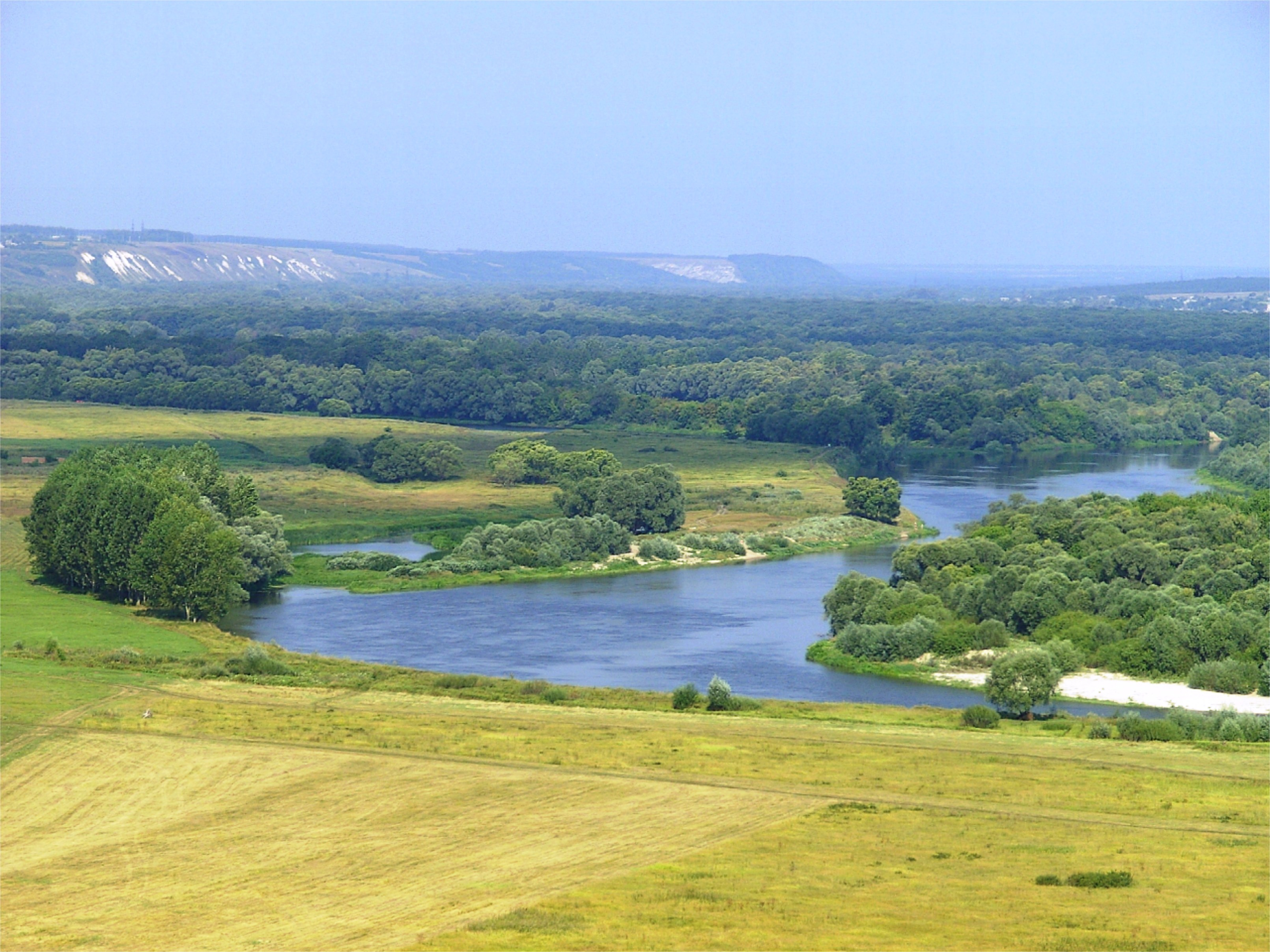
Oblast di Voronezh. Chernozemie

## Storia
Il 14 maggio 1928 il Comitato esecutivo centrale russo e il governo della Repubblica socialista federativa sovietica russa approvarono una direttiva sulla formazione dell'oblast centrale della Terra Nera  usando il territorio degli ex governatorati di Voronezh, Kursk, Oryol e Tambov con il suo centro nella città di Voronezh. Il 16 luglio 1928 fu determinata la composizione dell'Oblast della Terra Nera centrale e il 30 luglio dello stesso anno furono fondati i suoi distretti. Successivamente, dal 1929 al 1933, questi distretti furono rivisti più volte. 
Il 3 giugno 1929 il centro della regione, Voronezh, fu designato come unità amministrativa indipendente direttamente subordinata al Congresso regionale dei Soviet e al suo comitato esecutivo. Il 16 settembre 1929 il Voronezh Okrug fu abolito e il suo territorio fu diviso tra la neo-fondata Stary Oskol e Usman Okrugs.